# Wedding Rehearsal
Wedding Rehearsal is een Britse filmkomedie uit 1932 onder regie van Alexander Korda.

## Verhaal
Een jonge, Britse aristocraat wordt door zijn familie gekoppeld aan verschillende vrouwen van goeden huize. Hij wordt uiteindelijk verliefd op de secretaresse van zijn grootmoeder.

## Rolverdeling
| Acteur           | Personage                        |
| ---------------- | -------------------------------- |
| Roland Young     | Reggie Buckley Candysshe         |
| George Grossmith | Birdie Wroxbury                  |
| John Loder       | John Hopkins                     |
| Wendy Barrie     | Mary Rose Wroxbury               |
| Joan Gardner     | Rose Mary Wroxbury               |
| Merle Oberon     | Juffrouw Hutchinson              |
| Lady Tree        | Susan Roxbury                    |
| Kate Cutler      | Markiezin-weduwe van Buckminster |
| Maurice Evans    | George Thompson                  |
| Morton Selten    | Harry Wroxbury                   |
| Edmund Breon     | Lord Fleet                       |
| Laurence Hanray  | Redacteur                        |
| Diana Napier     | Mevrouw Dryden                   |
| Rodolfo Mele     | Zanger                           |